# Фазоімпульсна модуляція

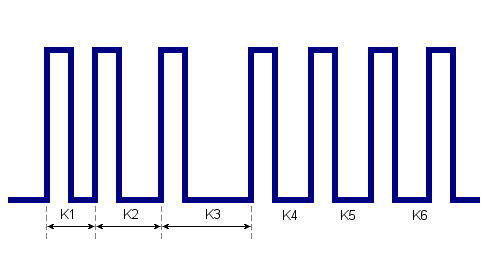
6-позиційна ФІМ

ФІМ зі зміною положення імпульсів у двох позиціях

Фазоімпульсна модуляція (ФІМ) (англ. Pulse-position modulation, PPM) — один із трьох основних способів цифрового модулювання інформації в послідовність імпульсів.

## Характеристика
Одним зі способів здійснення фазоімпульсної модуляції сигналу є затримка (або випередження) появи імпульсу відносно початку періоду на час, що відповідає значенню інформаційних символів. При цьому імпульси мають постійну тривалість. Як і у випадку широтно-імпульсної модуляції частота проходження імпульсів ФІМ-сигналу є постійною величиною.
За фазоімпульсної модуляції кодування переданої інформації в низці затсосувань полягає у зміненні позиції імпульсів у групі імпульсів, яку називають кадром.

## Порівняння з іншими видами модуляції сигналу
Порівняно з іншими видами модуляції сигналу, ФІМ — досить простий у використанні, але при цьому потужний метод модуляції сигналу.
ФІМ найближча до частотної модуляції. Якщо модулювальний сигнал синусоїдний, то спектр і форма сигналів у разі частотної модуляції і ФІМ повністю збігаються. Відмінності виявляються за складніших форм модулювального сигналу.